# Fredrik Grønningsæter
Fredrik Grønningsæter, född 26 maj 1923 i Stranda på Sunnmøre, död 28 april 2016 i Oslo, var en norsk biskop. En av hans förfäder på mödernet var C.P.P. Essendrop, biskop i Hålogaland och Akershus.
Grønningsæter blev cand.theol. vid Det teologiske menighetsfakultet i Oslo 1951. Den 21 oktober samma år blev han prästvigd av biskop Johannes Smemo till tjänst i Norges KFUM. Han tjänstgjorde sedan bland annat som hjälppräst vid Nidarosdomen (från 1957), sogneprest i Gimsøy i Lofoten (1962–1968) och Oslo domkyrka (1972–1982).
Grønningsæter var ordförande i Den norske kirkes presteforening från 1972 till 1976. Han utnämndes till biskop i Sør-Hålogaland 1982, och lämnade denna tjänst 1992. 1983 blev han den förste mottagaren av Brobyggerprisen.